# Eucharis bouchei
Eucharis bouchei är en amaryllisväxtart som beskrevs av Robert Everard Woodson och P.Allen. Eucharis bouchei ingår i släktet Eucharis och familjen amaryllisväxter.

## Underarter
Arten delas in i följande underarter:
- E. b. bouchei
- E. b. darienensis
- E. b. dressleri